# 水銀・マンガン星
水銀・マンガン星(mercury-manganese star)（HgMn星）またはマンガン-水銀星(manganese-mercury star)は、イオン化した水銀により398.4nmに強い吸収線を持つ化学特異星である。これらの恒星のスペクトル型はB8またはB9で、2つの異なった特徴を持つ。
- 大気に、リン、マンガン、ガリウム、ストロンチウム、イットリウム、亜鉛、白金、水銀等の元素が過剰に存在する。
- 強い磁場を欠く。

自転は比較的遅く、結果として大気は無風である。いくつかの種類の原子は重力によって沈み、また別の種類の原子は放射圧によって外層に運ばれ、不均一な大気を形成している。

## 明るい水銀・マンガン星
以下の表は、この種の星の明るいものである。
| 固有名       | バイエル符号・フラムスティード番号 | スペクトル型 | 視等級 |
| ------------ | ---------------------------------- | ------------ | ------ |
| Alpheratz    | アンドロメダ座α星                  | B8IVmnp      | 2.06   |
| Gienah Corvi | からす座γ星                        | B8III        | 2.59   |
| マイア       | おうし座20番星                     | B8III        | 3.87   |
|              | おおかみ座χ星                      | B9IV         | 3.96   |
| Muliphein    | おおいぬ座γ星                      | B8II         | 4.10   |
|              | ヘルクレス座φ星                    | B9mnp        | 4.23   |
|              | うしかい座π1星                     | B9p          | 4.91   |
|              | かんむり座ι星                      | A0p          | 4.98   |
|              | かに座κ星A                         | B8IIImnp     | 5.24   |
| Dabih Minor  | やぎ座β星B                         | B9.5III/IV   | 6.10   |